# Tehnička specifikacija
Tehnička specifikacija je dokument u kome se utvrđuju tehnički zahtevi za proizvode i postupci ocenjivanja usaglašenosti.
Dokument priprema stručna komisija koju obrazuje nadležno ministarstvo, a donosi ga ministar koji rukovodi radom ministarstva.
Tehnički propisi i u njima sadržani tehnički zahtevi donose se radi zaštite bezbednosti, života i zdravlja ljudi, zaštite životinja i biljaka, zaštite životne sredine, zaštite potrošača i drugih korisnika i zaštite imovine.

## Izvor
- Zakon o tehničkim zahtevima za proizvode i ocenjivanju usaglašenosti („Službeni glasnik RS“, br. 36/2009)